# .gq
.gq è il dominio di primo livello nazionale assegnato alla Guinea Equatoriale.
Dal 2014 fino al 2023 la società olandese Freenom ha offerto domini gratuiti .ga, nonostante nel 2015 abbia ricevuto una sospezione di 90 giorni da parte dell'ICANN.
Secondo Chris Larsen di Symantec il dominio .gq è tra quelli più usati dagli scammer e per distribuzione di malware.